# Kum (roman)
Kum (engl. The Godfather) je kriminalistički roman američkog pisca Marija Puza, koji je prvi put izdat 1969. godine. Tema knjige je sicilijanska mafija čije je sedište bilo u Njujorku, a na čijem čelu je don Vito Korleone. Roman obuhvata period od 1945. do 1955. kao i vreme detinjstva i starosti Vita Korleonea. Veliki deo romana je baziran na istinitim događajima mafijaških porodica u Njujorku. Mario Puzo je rekao da knjiga nije o kriminalu, već o porodicama.
Knjiga je poslužila kao baza za istoimenu filmsku trilogiju. Prva dva filma uz trilogije, snimljena 1972. i 1974. godine, spadaju, prema mišljenju mnogih filmskih kritičara, među najznačajnije filmove svih vremena.

## Glavni likovi
Glava porodice je Vito Korleone čije prezime se može prevesti kao „lavlje srce“, a dobio ga je po rodnom mestu Korleone, na Siciliji. Vito je imao četvoro dece: Santino „Soni” Korleone, Fredo „Fredi” Korleone, Majkl „Majk” Korleone, Kostanca „Koni” Korleone, i usvojeni sin Tom Hagen, koji je postao i porodični konsiljere (advokat). Vito je takođe bio kum poznatom pevaču Džonu Fontani. Iako je Vito glavni lik, kroz roman se najviše prati njegov sin Majkl i njegova sudbina i postavljanje za novog Kuma. Porodica je predstavljena kao organizovana kriminalna grupa.